# Antiguo Mercado de Roseau
El Antiguo Mercado de Roseau (en inglés: Old Market of Roseau) también conocido como Old Market Plaza y Plaza del Mercado Dawbiney es un mercado situado en Roseau, la capital de la isla caribeña de Dominica. Ubicado detrás de lo que hoy es el Museo de Dominica en el paseo marítimo, fue un próspero mercado en la época colonial y la plaza fue el lugar donde todas las principales operaciones comerciales entre Dominica y las islas de los alrededores tenían lugar, desde las materias primas al comercio de esclavos. Las ejecuciones públicas se llevaban a cabo aquí. En 1988, la plaza fue renovada como un centro artesanal, con tiendas, para mostrar la artesanía de Dominica. En la actualidad contiene puestos de venta de joyería hecha a mano, camisetas, especias, etc.